# ワイマテ
ワイマテ ( 英: Waimate) は、ニュージーランドのカンタベリー地方南部にある小さな町で、クライストチャーチから約214km南に位置する。
周辺の農業地帯を含めた人口は7,206人 （2006年人口統計）。

## 歴史

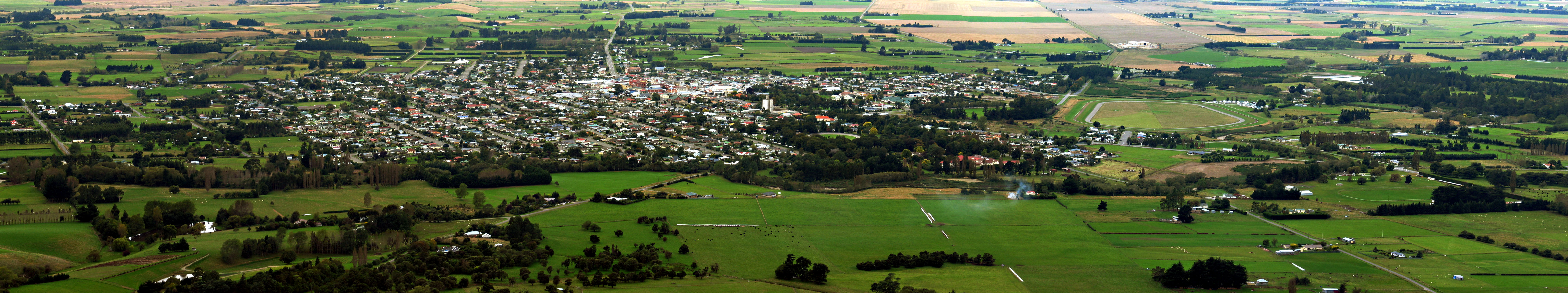
ワイマテ